# Stary Ratusz w Białogardzie
Stary Ratusz w Białogardzie - budynek Starego Ratusza w Białogardzie jest klasycystyczną kamienicą kupiecką wybudowaną w 1827. Budynek murowany z cegły, otynkowany, dach dwuspadowy, od ulicy Staromiejskiej naczółek, pokrycie karpiówką, na osi wejścia szachulcowa wstawka, zamknięta tympanonem. Portal prowadzący do piwnic ceglano - kamiennych wbrew pozorom nie barokowy, lecz pseudo. W 1847 została dobudowana do budynku drewniana wieża zegarowa, konstrukcji słupowej, oszalowana deskami. Górna kondygnacja wieży otwarta na cztery strony. Kondygnacje przedzielone gzymsami. Parter na osi wejścia zryzalitowany. Gzyms wieńczący z modylionami, silnie wysunięty, bogato profilowany. Drzwi wejściowe oryginalne, zdobione.
Do 1924 budynek był siedzibą władz miejskich (w tym roku ukończono budowę Nowego Ratusza). W latach 1926–1952 w budynku mieściło się muzeum. Do 1998 mieściły się w nim mieszkania komunalne. Od 2004, po gruntownym remoncie ponownie siedziba muzeum i Pałac Ślubów.